# Diphyus omori
Diphyus omori är en stekelart som först beskrevs av Matsumura 1912.  Diphyus omori ingår i släktet Diphyus och familjen brokparasitsteklar. Inga underarter finns listade i Catalogue of Life.